# Chiesa di Santa Maria del Carmine (Morrocco)
La chiesa dei Santa Maria del Carmine si trova al Morrocco, una frazione di Tavarnelle Val di Pesa, in provincia di Firenze.

## Storia
Nel luogo in cui si trovava un'immagine della Madonna lasciata da alcuni pellegrini e ritenuta miracolosa, il fiorentino Niccolò Sernigi nella seconda metà del XV secolo fece costruire una chiesa con annesso convento.

## Descrizione
L'edificio presenta una semplice planimetria ad aula unica con coro rettangolare concluso con una scarsella, secondo lo stile tipico della costruzioni religiose minori del periodo gotico ed è circondato su due lati da un portico, dove sono visibili tracce di affreschi quattrocenteschi raffiguranti San Domenico e la Trinità attribuiti a Filippo di Antonio Filippelli e Storie del Monte Carmelo di ignoto.
L'interno è stato ristrutturato nel XVII secolo e poi ancora ai primi del Novecento in chiave neogotica. In origine tutto l'interno doveva essere affrescato ma oggi rimangono solo poche tracce tra cui sulla destra Apostoli e Adorazione dei Pastori, opera di un pittore ignoto fortemente influenzato da Filippo Lippi, mentre sulla sinistra Apostoli e Annunciazione recentemente considerati opera di Giovanni da Piamonte. Nel resto della chiesa troviamo al primo altare di destra una tela raffigurante Cristo in Gloria e Santi datata 1643 e firmata da Nanno da San Gimignano, pittore di committenza popolare; lo stesso autore firma la tela posta al secondo altare di destra e raffigurante i Santi Rocco, Sebastiano e Pietro martire Anch'essa del 1643; in seguito si trova una lunetta contenente un'Annunciazione in terracotta invetriata del XV secolo e attribuita ad Andrea della Robbia che in origine era collocata sopra al portale esterno;

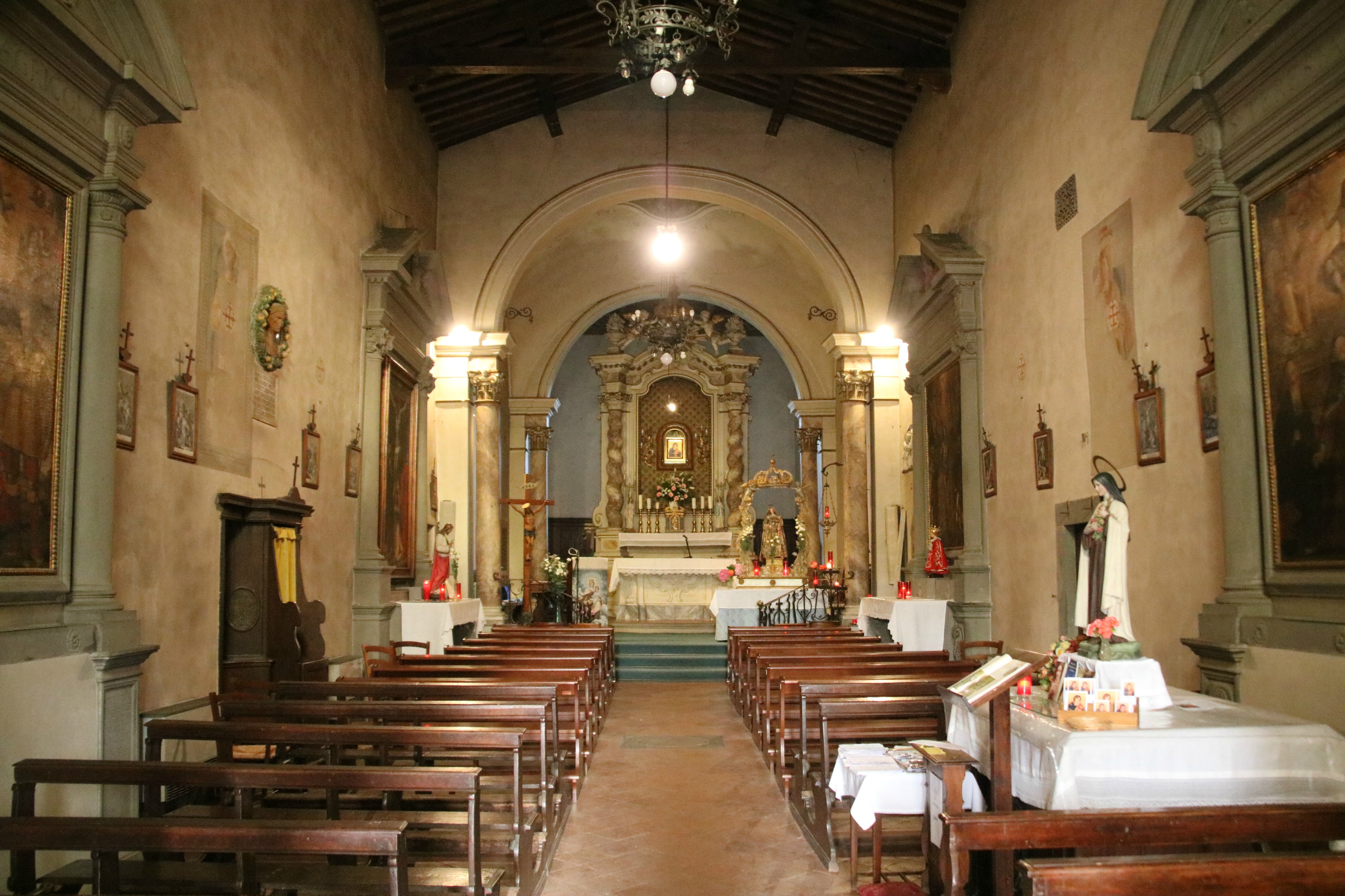
L'interno

All'altare maggiore è stata collocata una copia della tavola duecentesca raffigurante la Madonna col Bambino; la tavola l'originale, che secondo la tradizione sarebbe stata donata da alcuni pellegrini di passaggio e sarebbe stata la causa della conversione del Sernigi, è stata rubata nel 1980.
Sulla fiancata sinistra al secondo altare è collocata una Crocifissione dei primi del XVII secolo, successivamente sulla parete è collocato il busto di Niccolò Sernigi inserito in una ghirlanda in terracotta invetriata di Andrea della Robbia; al primo altare di sinistra un'altra tela di Nanno da San Gimignano raffigurante Madonna in Gloria e Santi.
Dal porticato esterno si accede al convento carmelitano di clausura che sorge intorno ad un bel chiostro cinquecentesco con arcate su colonne in pietra serena e capitelli di ordine ionico. Sotto il porticato vi sono affreschi con la Vita di Santa Teresa d'Avila realizzati nel 1637.
La chiesa di Santa Maria conservava al suo interno una cospicua raccolta di opere d'arte tra cui una serie di tavole realizzate per il Sernigi da Neri di Bicci; tutte le tavole sono state trasferite nel Museo d'arte sacra di Tavarnelle.